# Города средневековой Боснии
Города в средневековой Боснии — каменные укрепления в Средние века до и после турецкого завоевания Боснии и Герцеговины в 1463—1482 годах.

## История

### Боснийское государство

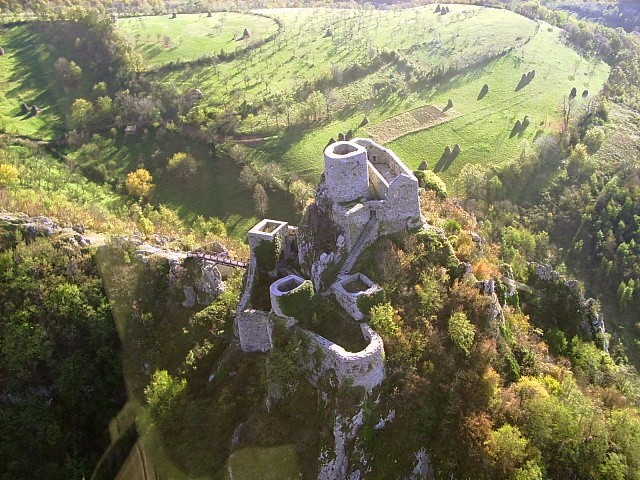
Сребреник — самая мощная крепость дотурецкой Боснии

Письменные источники о городах дотурецкой Боснии малочисленны, поскольку все местные архивы в период турецкого владычества были уничтожены. Поэтому основными источниками знаний о городах Боснийского государства выступают документы Дубровницкого архива, а также данные археологии, топонимики и исторической этнографии. К районам наиболее быстрой урбанизации до завоевания страны турками относилась долина реки Босны (с городами Високи, Врандук, Сетьеска и другими), западная Босния (Яйце, Биоград, Весела-Стража), бассейн Лима и верхней Дрины (Вишеград, Устиколина, Горажд), Хум (Церница, Требине). Особенно крупные города сформировались в долине реки Неретвы и на «дринском пути», который соединял Среднедунайская низменность с Дубровником. Первопричиной появления и развития большинства городов Боснии явилось развитие горного дела: с освоением залежей серебра и олова в 1330-е годы появляются такие города, как Сребреница, Зворник, Фойница и Олово. В боснийских городах проживало значительное количество иностранцев, в том числе дубровчане и «саксы» (сербохорв. Sasi), занимавшиеся торговлей, горным делом, ремёслами. Численность населения большинства городов Боснии внутри стен не достигала и двух тысяч жителей. Крупнейшим городом была Сребреница с населением в 3,5 тысячи жителей, в которой в 1434 году проживало 474 дубровчанина. По дубровницким источникам жители боснийских городов носили чисто славянские имена. Другими крупнейшими городами с населением до двух тысяч жителей были Високо, Фойница и Крешево.

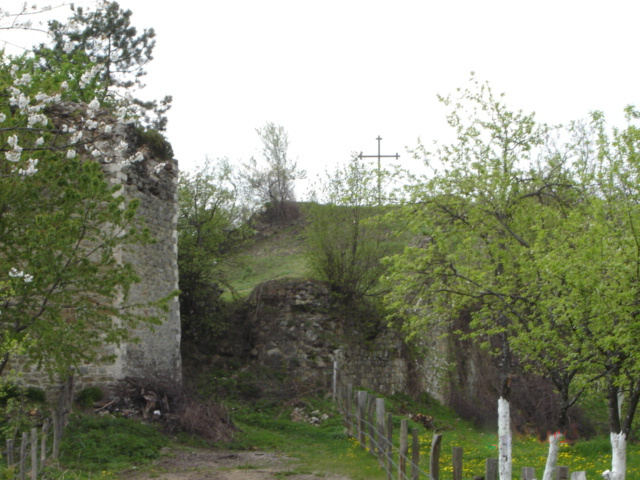
Остатки древней Сребреницы — крупнейшего города Боснийского государства

Укреплённые города средневековой Боснии возникли в основном в XIII—XV веках. Такие города, как Бобовац, Високо и Кралева-Сутьеска служили резиденциями боснийских правителей. Отдельную группу городов на территории современной страны образуют города Цазинской Краины, до нашествия турок входившей в состав хорватских земель Венгерского королевства. Укреплённые города часто возводились на неприступных возвышенностях, господствовавших над местностью. В крупных городах, таких как Яйце, Борач, Бобовац, располагались замки феодалов. Обычно же укрепления были тесными и замки располагались в подградье, за крепостной стеной. Рядом с некоторыми городами возникали «подградья» — торгово-ремесленные посады. Подградья иногда назывались именами городов с добавлением приставки «под»: так например, город Високи имел подградье Подвисоки, Олово — Подолово. Основу пригородов составляло купечество, большинство из которого было выходцами из Дубровника. Кроме городов и предградьев существовала и такая категория поселений, как «торги» (например, Дриева). Почти о каждом городе Боснии были сложены легенды о его происхождении, которые часто являются вымыслом. Предания повествуют об участии в истории городов мифических персонажей, вроде вил и волколаков. Рост городов в средневековой Боснии происходил одновременно с ростом горного дела и развитием торговли. Торговыми центрами внутри страны были города Борач, Зворник и другие. Дубровницкие ремесленники основывали в боснийских городах свои колонии: в том числе в Високом, Крешеве, Хвойнице.

### Турецкий период

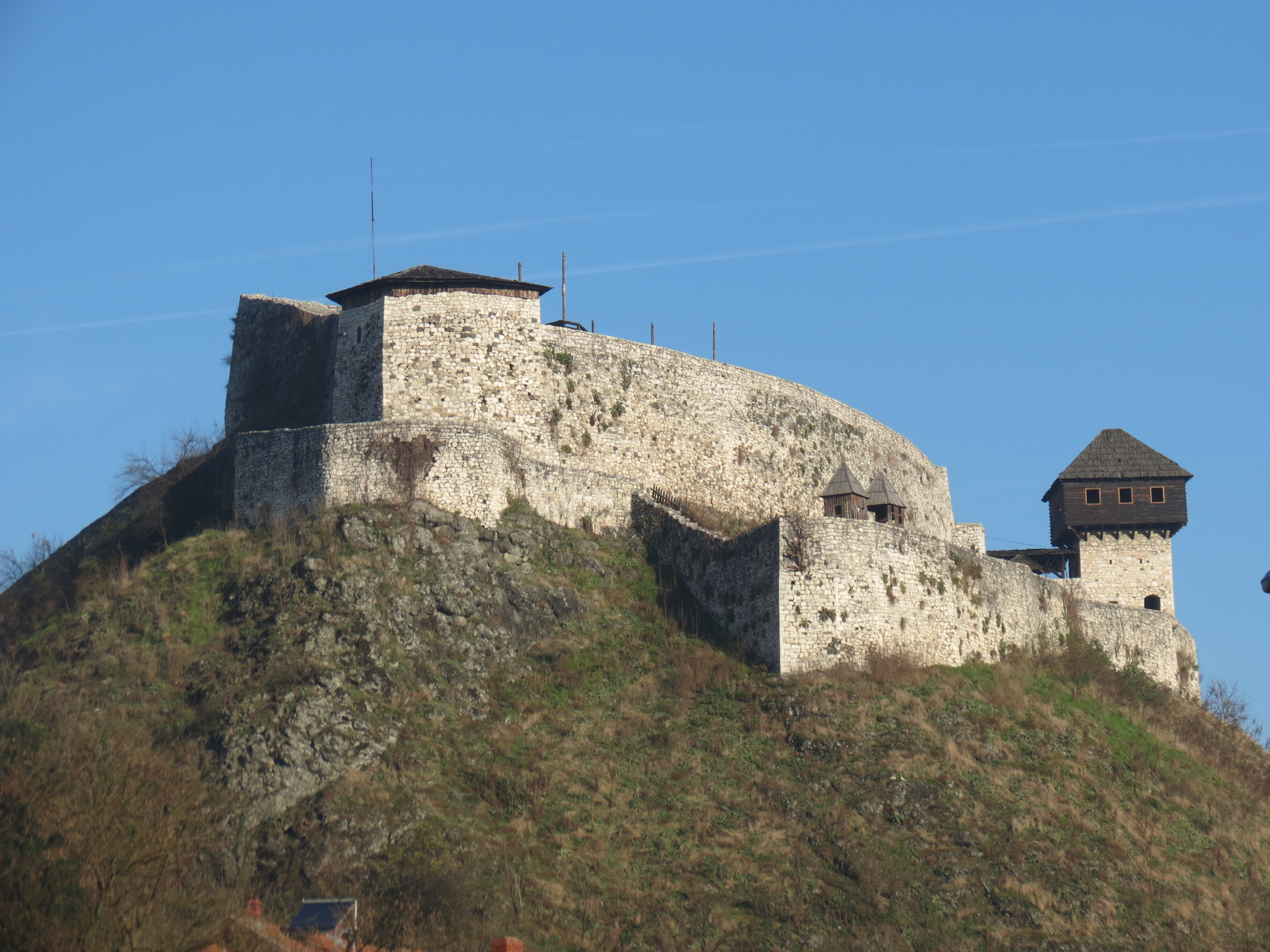
— древняя боснийская крепость, перестроенная турками

В период турецкого владычества многие балканские города превратились в опорные пункты — турецкие крепости и административные центры. В них размещались военные гарнизоны, жили турецкие чиновники и феодалы. В этот период происходило выселение коренного населения из городов, заселение ими турками, а также притоком в города крестьян. Горожане переходили в ислам, тем самым получая привилегии, облегчавшие жизнь в турецком государстве. Турки и потурченцы в XVI веке составили значительную долю горожан. В турецкой Боснии среди других городов выделился Сараево, ставший крупным торгово-ремесленным центром.
Кроме городов (сербохорв. gradovi) на территории Боснии и Герцеговины существовали и другие виды укреплений, в том числе паланки (сербохорв. palanke), представлявшие собой деревянные укрепления, «кулы» (сербохорв. kule) — каменные башни, построенные в турецкий период, и другие виды укреплений. До турецкого завоевания города имели командиров — каштелянов, во времена турок — диздаров. После завоевания страны турками феодалы потеряли свои города: в них разместились военные гарнизоны, состоявшие из мустахфизов (крепостной стражи), топчиев (пушкарей) и джебеджи (мастеров-оружейников).

## Список средневековых городов
| Баня-Лука: Старый и Новый город                   | изв. с 1494 года, после взятия турками основаны Горни-Шехер и Дони-Шехер                                                  |                                            |
| Биелина                                           | изв. как поселение рядом с мечетью Сулеймана II                                                                           |                                            |
| Билай                                             | изв. с 1495 года, покинут в 1838 году                                                                                     |                                            |
| Била-Стина или Стина                              | на месте Стины находился средневековый город (разрушен), в 1771 году турки возвели новый город                            |                                            |
| Бисовац                                           | основан, вероятно, в XIV веке                                                                                             |                                            |
| Бирач                                             | часто упоминается в средневековых источниках, сохранился в виде руин                                                      |                                            |
| Бихач или Бишче                                   | изв. с 1260 года | главный город Хорватии                     |
| Бобовац                                           | изв. с 1349/1350 года, покинут до 1626 года                                                                               |                                            |
| Боички-Град                                       | сохранился в виде руин |                                            |
| Бокшевац                                          | изв. с 1463 года по грамоте венгерского короля Матьяша I как Буксовац                                                     |                                            |
| Борач                                             | изв. с 1244 года по грамоте венгерского короля Белы IV                                                                    | Павловичи                                  |
| Бочац                                             | изв. с 1494 года, покинут до 1833 года                                                                                    |                                            |
| Брековица                                         | изв. с 1330 года, в 1835 году ещё находился гарнизон                                                                      | князья Благайские, Кобашичи                |
| Бродар                                            | упоминается в грамоте от 29 сентября 1442 года                                                                            | Павловичи                                  |
| Бужим или Чава                                    | изв. в XIV веке, в 1834 году стояли пушки                                                                                 |                                            |
| Велика-Кладуша                                    | изв. с 1280 года, в 1833 году стояли пушки                                                                                |                                            |
| Велетин                                           | упоминается в XV веке |                                            |
| Весела-Стража                                     | изв. с 1414 года, являлся королевским городом, сохранился в виде руин                                                     | Косачи                                     |
| Винац                                             | изв. с 1453 года, покинут до 1833 года                                                                                    |                                            |
| Високи                                            | изв. с 1355 года, покинут до 1626 года                                                                                    | Котроманичи                                |
| Вишеград                                          | изв. с 1433 года, покинут в 1838 году                                                                                     |                                            |
| Врандук                                           | изв. с 1410 года | Котроманичи                                |
| Вратар                                            | в письменных источниках не упоминается                                                                                    |                                            |
| Врнограч                                          | в 1834 году стояли пушки                                                                                                  |                                            |
| Гламоч или Дламоч, Биоград, Биоградац, Белградчик | изв. с 1366 года, в 1833 году стояли пушки                                                                                |                                            |
| Градишка                                          | стоит на месте римского Сервитиума, изв. с 1295, в 1833 году стояли пушки                                                 |                                            |
| Гребен-Град                                       | сохранилась «кула» города                                                                                                 |                                            |
| Джурджевац                                        | изв. по переписям герцога Степана Вукчича 1448 и 1454 годов                                                               | Косачи                                     |
| Добой                                             | изв. с 1415 года |                                            |
| Добор                                             | построен в 1378 году хорватским баном И. Хорватом, покинут до 1785 года                                                   |                                            |
| Дубица                                            | под названием Kastrum изв. с 1258 года, в 1833 году стояли пушки                                                          |                                            |
| Костайница или Кастел                             | укреплённый город известен с XV века, на противоположном берегу Уны существовал хорватский город Костайница               |                                            |
| Дубровник (Doborwnich, Dobrownyk)                 | изв. с 1404 года, покинут после 1655 года                                                                                 |                                            |
| Езеро и Гол-Хисар                                 | Езеро изв. с 1492 года, последний раз упоминается в 1518 году. Гол-Хисар изв. с 1660 года, покинут до 1833 года           |                                            |
| Езерски                                           | изв. с 1278 года, покинут ок. 1838 года                                                                                   |                                            |
| Жепче                                             | изв. с 1458 года, разрушен в 1891 году                                                                                    |                                            |
| Захор                                             | в Средние века имел важное значение                                                                                       |                                            |
| Звечай                                            | изв. с 1404 года, после взятия турками в 1528 году дальнейшая судьба не известна                                          |                                            |
| Зворник                                           | изв. с 1412 года | Златоносовичи, в Сербии с 1433 по 1459 год |
| Изачич                                            | был маленьким городком, в переписи городов 1838 года не упоминается                                                       | Изачичи (упоминаются с 1501 года)          |
| Каменград                                         | изв. с 1374 года |                                            |
| Камичак                                           | о существовании средневекового города сообщают источники XVIII века, когда в нём находился гарнизон; покинут до 1833 года |                                            |
| Кличевац                                          | после захвата города турками, в нём до XIX века размещался гарнизон                                                       | Павловичи                                  |
| Клотевац                                          | сохранился в виде руин | Павловичи                                  |
| Ключ                                              | изв. с 1325 года, покинут до 1833 года                                                                                    | Хорватиничи                                |
| Ковач                                             | изв. с 1415 года |                                            |
| Козарац                                           | в 1838 году было принято решение покинуть город                                                                           |                                            |
| Козоград или Козал                                | изв. с 1434 года, являлся королевским городом Томаша                                                                      |                                            |
| Комич-Град                                        | вероятно, был оставлен вскоре после турецкого завоевания                                                                  | Павловичи                                  |
| Комотин                                           | упоминается в 1461 году                                                                                                   | Павловичи                                  |
| Котор                                             | изв. с 1382 года, гарнизон находился до 1838 года                                                                         | Хорватиничи                                |
| Крешево                                           | изв. с 1371 года |                                            |
| Крупа                                             | изв. с XIII века, в 1833 году стояли пушки                                                                                |                                            |
| Крушевац                                          | возник, вероятно, в XV веке                                                                                               |                                            |
| Кушлат или Кучлат                                 | изв. с 1345 года, покинут до 1833 года                                                                                    |                                            |
| Лепи-Град или Градац                              | основан был, вероятно, не ранее XIV века                                                                                  |                                            |
| Ливно или Хливно                                  | упоминается в 1430 году как королевский город, как турецкий город изв. с 1626 года                                        | Косачи                                     |
| Маглай                                            | изв. с 1503 года, гарнизон находился до 1878 года                                                                         |                                            |
| Мала-Кладуша                                      | изв. с 1280 года как Горня-Кладуша, покинут до 1833 года                                                                  |                                            |
| Медведград                                        | сохранился в виде руин |                                            |
| Мрсовац                                           | сохранился в виде руин |                                            |
| Мутник                                            | изв. с XIV века, покинут до 1838 года                                                                                     | князья Зринские                            |
| Нови или Новиград                                 | упоминается в 1280 году, в 1833 году стояли пушки                                                                         | князья Благайские                          |
| Островица-на-Уне                                  | основана в XV веке, гарнизон находился до 1878 года                                                                       | Карловичи                                  |
| Острожац                                          | изв. с 1286 года, в 1833 году в Острожце стояло 28 пушек                                                                  | князья Благайские                          |
| Отока                                             | изв. с 1264 года, покинута в 1838 году                                                                                    | князья Благайские                          |
| Павловац                                          | осн. до 1415 года, покинут до 1550 года                                                                                   | Павловичи                                  |
| Печиград                                          | осн. в конце XV века, в 1653 году заселён турками, давшими городу название Михаля Турка, покинут ок. 1850 года            |                                            |
| Подзвизд                                          | остатки укреплений XIII века, в 1834 году стояли пушки                                                                    |                                            |
| Придор или Приедор                                | впервые упоминается как «паланка» в турецкий период, Приедорски-град покинут в 1851 году, после 1878 года был разрушен    |                                            |
| Прозор                                            | изв. с 1366 года, являлся административным центром жупы Рамы                                                              |                                            |
| Прусац или Биоград, Акхисар                       | изв. с 1478 года, под названием Биоград изв. в 1503 и 1518 годах, покинут в 1838 году                                     |                                            |
| Реваньски-Град                                    | изв. с 1444 года |                                            |
| Рипач                                             | изв. с 1408 года, покинут между 1833 и 1838 годом                                                                         |                                            |
| Рог (Босния и Герцеговина)                        | изв. с 1444 года |                                            |
| Стара-Островица                                   | гарнизон находился до 1878 года                                                                                           |                                            |
| Самобор                                           | изв. с 1397 года, гарнизон находился до 1832 года                                                                         | Косачи                                     |
| Сараево                                           | осн. как касаба около 1462 года                                                                                           |                                            |
| Сокол                                             | изв. с 1426 года, покинут после 1840 года                                                                                 |                                            |
| Сокол                                             | сохранился в виде руин |                                            |
| Сокол у Пливы или Соколац                         | изв. с 1357 года, покинут после 1850 года                                                                                 |                                            |
| Сокол-у-Усоры                                     | изв. с 1449 года | Котроманичи                                |
| Соколац                                           | изв. с 1399 года |                                            |
| Сребреник у Усоры                                 | изв. с 1333 года, самая мощная крепость средневековой Боснии, покинут после 1835 года                                     | Златоносовичи                              |
| Сребреник                                         | изв. с 1352 года, его подградьем была Сребреница                                                                          |                                            |
| Сребреница: Старый город и Турецкий город         | изв. с 1376 года, являлась подградьем подринского Сребреника                                                              |                                            |
| Сусид или Zuzid                                   | изв. с 1403 года, покинут до 1833 года                                                                                    |                                            |
| Теочак                                            | изв. с 1432 года, покинут между 1804 и 1833 годом                                                                         |                                            |
| Тешань                                            | изв. с 1461 года |                                            |
| Тоджевац                                          | изв. с 1398 года |                                            |
| Тодор или Тодор-Нови, Тодорово                    | по переписи 1838 года не упоминается                                                                                      |                                            |
| Торичан                                           | осн. в XIV веке, разрушен до 1620 года                                                                                    |                                            |
| Травник                                           | изв. с 1463 года, главный город турецкой Боснии с начала XVIII века до 1851 года                                          |                                            |
| Тржац                                             | изв. в XIII веке, в 1833 году стояли пушки                                                                                | князья Франкопаны                          |
| Ходидед: Старый город                             | покинут между 1811 и 1833 годом                                                                                           | Павловичи                                  |
| Хресно                                            | средневековый город, в XVII веке запустел                                                                                 |                                            |
| Хртар                                             | в письменных источниках не упоминается                                                                                    | Павловичи                                  |
| Цазин                                             | был городом епископа Книнского, покинут в 1851 году                                                                       |                                            |
| Чавник                                            | построен для отпора туркам, которые его захватили, вероятно, в 1576 году                                                  |                                            |
| Чаянград или Чаянски-град                         | был королевским городом                                                                                                   | Котроманичи                                |
| Човка                                             | после захвата города турками в 1524 году запустел, заселён мусульманами в кон. XVIII века                                 | Орловичи                                   |
| Штурлич                                           | название получил от рода Штурличей, в 1833 году стояли пушки                                                              |                                            |
| Шубин                                             | сохранился в виде руин | Павловичи                                  |
| Ягад-Град                                         | вероятно, был основан в XIV—XV веках, в начале XVI века был разрушен                                                      |                                            |
| Яйце                                              | крепость построена воеводой Хрвое между 1391 и 1404 годом                                                                 | Хорватиничи, Котроманичи                   |

| Города Герцеговины            | Даты существования | Принадлежность    |
| ----------------------------- | --- | ----------------- |
| Биволе-Брдо                   | являлся центром средневековой жупы Дубрава |                   |
| Биела                         | изв. с 1419 года, после завоевания Боснии турками не упоминается                                                                                             | Косачи            |
| Биоград-на-Неретве            | дата основания не известна, прекратил существование после завоевания Боснии турками                                                                          | Санковичи, Косачи |
| Благай на Буне или Степанград | изв. с 1423 года, город с феодальным двором являлся одним из самых укреплённых городов Боснии, в 1465 году захвачен турками, гарнизон находился до 1830 года | Косачи            |
| Видошки                       | изв. с 1444 года, название получил по реке Видоштице |                   |
| Висока                        | упоминается в XV веке | Котроманичи       |
| Врабач                        | упоминается после 1404 года |                   |
| Вранограч                     | в Цазинской Краине существовало два средневековых города с этим названием                                                                                    |                   |
| Вратар                        | изв. с 1435 года, покинут до 1533 года | Косачи            |
| Врбас                         | упоминается в XIV веке, являлся административным центром жупа Врбас                                                                                          |                   |
| Врнограч                      | осн. в 1456 году |                   |
| Габела                        | возникла на месте торга Дриева, с XV века известного как Габела                                                                                              |                   |
| Дбар                          | изв. с 1411 года по грамоте короля Остои |                   |
| Дурош                         | изв. с 1448 |                   |
| Елеч                          | изв. с 1268 года | Косачи            |
| Почитель                      | изв. с 1444 года, был маленьким городом |                   |
| Клобук                        | как важная крепость упоминается в XI веке, разрушен австрийскими войсками в 1878 году                                                                        |                   |
| Ком                           | изв. с 1444 года, после завоевания Боснии турками не упоминается                                                                                             | Санковичи, Косачи |
| Коштун или Коштур             | средневековый город возник на месте античного поселения | Санковичи, Косачи |
| Ключ                          | изв. с 1426 года, покинут до 1878 года | Косачи            |
| Любань или Лобань             | сохранился в виде руин |                   |
| Любушки                       | изв. с 1452 года |                   |
| Мичевац                       | изв. в XV веке, в 1466 году занят турками, после чего не упоминался                                                                                          |                   |
| Мокро                         | под названием Мокрискик упоминается Константином Багрянородным                                                                                               |                   |
| Мостар                        | возник в XVI веке, назван по Старому мосту, построенному в 1566 году                                                                                         |                   |
| Полич или Звониград           | изв. с 1408 года |                   |
| Прилеп                        | изв. с 1392 года |                   |
| Свитава или Светия            | под названием Светия упоминается в XIV веке |                   |
| Столац или Видошский-Град     | изв. с 1375 года, являлся административным центром жупы Видоши                                                                                               |                   |
| Торич                         | изв. с 1465 года |                   |
| Требине                       | изв. с X века, гарнизон находился до 1835 года | Павловичи, Косачи |
| Хутово                        | средневековый город, как поселение изв. с 1525 года |                   |
| Цим                           | предположительно существовал в долине Неретвы |                   |
| Чрешнево                      | изв. с 1420 года, перепись 1477 года сообщает о приказе султана разрушить крепость Чрешнево                                                                  |                   |